# Новоіванівське (Павлоградський район)
Новоіва́нівське — село в Україні, у Павлоградському районі Дніпропетровської області. Входить до складу Юр'ївської селищної громади. Населення за переписом 2001 року становить 498 осіб. До 2020 орган місцевого самоврядування — Новоіванівська сільська рада.

## Географія
Село Новоіванівське примикає до села Новотимофіївське, на відстані 1,5 км знаходиться село Сокільське. Поруч проходить автошлях територіального значення Т 0412.

## Історія
Часом заснування села Новоіванівське дослідники-краєзнавці вважають XVII століття. Перша письмова згадка датується 1789 роком.
12 червня 2020 року, відповідно до розпорядження Кабінету Міністрів України № 709-р «Про визначення адміністративних центрів та затвердження територій територіальних громад Дніпропетровської області», увійшло до складу Юр'ївської селищної громади.
19 липня 2020 року, в результаті адміністративно-територіальної реформи та ліквідації Юр'ївського району, село увійшло до складу Павлоградського району.

## Населення

### Мова
Розподіл населення за рідною мовою за даними перепису 2001 року:
| Мова       | Кількість | Відсоток |
| ---------- | --------- | -------- |
| українська | 475       | 95.38%   |
| російська  | 23        | 4.62%    |
| Усього     | 498       | 100%     |

## Заклади соціально-культурної сфери
- Новоіванівська загальноосвітня школа І-ІІІ ступенів;
- Дитячий навчальний дошкільний заклад «Веселка»;
- Новоіванівський ФАП;
- Новоіванівський СБК;
- Новоіванівська сільська бібліотека.

## Пам'ятки
- Братська могила радянських воїнів